# Jordan Fry
Jordan Fry (7 juni 1993) is een Amerikaans acteur.
Naast zijn rol als Mike Teavee in de kaskraker Charlie and the Chocolate Factory uit 2005, had hij een rol in de independent film Raising Flagg uit 2006.

## Filmografie
- Library of Congress Control Number: no2018148952
- Virtual International Authority File: 4449154137641615370003
- WorldCat: E39PBJfxbp6htHgJ8dG6pD8KVC